# Cristian Manea
Cristian Marian Manea (ur. 9 sierpnia 1997 w Konstancy) – rumuński piłkarz grający na pozycji prawego obrońcy, zawodnik klubu CFR 1907 Cluj.

## Kariera piłkarska
Swoją karierę piłkarską Manea rozpoczął w 2010 roku w klubie Viitorul Konstanca. W 2014 roku awansował do pierwszego zespołu. 21 kwietnia 2014 zadebiutował w jego barwach w pierwszej lidze rumuńskiej w przegranym 0:3 domowym meczu ze Steauą Bukareszt. W sezonie 2014/2015 był podstawowym zawodnikiem Viitorulu.
Latem 2015 Manea przeszedł do Apollonu Limassol. 9 sierpnia 2015 podpisał z nim kontrakt, a kwota transferu wyniosła 2,7 miliona euro. Pod koniec sierpnia 2015 został wypożyczony do belgijskiego klubu Royal Mouscron-Péruwelz. Zadebiutował w nim 22 grudnia 2015 w przegranym 0:1 domowym meczu z Royalem Charleroi. W Mouscron grał przez dwa lata.
Latem 2017 Maneę wypożyczono do CFR 1907 Cluj. 17 lipca 2017 zadebiutował w nim w zremisowanym 1:1 wyjazdowym meczu z FC Botoșani. 
2 września 2019 został wypożyczony do FCSB, umowa do 30 czerwca 2020.
| Sezon   | Klub                    | Kraj    | Rozgrywki     | Mecze | Gole |
| ------- | ----------------------- | ------- | ------------- | ----- | ---- |
| 2013/14 | Viitorul Konstanca      | Rumunia | Liga I        | 5     | 0    |
| 2014/15 | Viitorul Konstanca      | Rumunia | Liga I        | 26    | 2    |
| 2015/16 | Royal Mouscron-Péruwelz | Belgia  | Eerste klasse | 7     | 0    |
| 2016/17 | Royal Excel Mouscron    | Belgia  | Eerste klasse | 7     | 0    |
| 2017/18 | CFR 1907 Cluj           | Rumunia | Liga I        |       |      |

## Kariera reprezentacyjna
Manea od 2013 do 2019 grał w młodzieżowych reprezentacjach Rumunii. W dorosłej reprezentacji Rumunii zadebiutował 31 maja 2014 w wygranym 1:0 towarzyskim meczu z Albanią, rozegranym w Yverdon-les-Bains.

## Sukcesy

### Klub
CFR Cluj
- Mistrzostwo Rumunii (2): 2017/18, 2018/19
- Superpuchar Rumunii (1): 2018